# Vam cyborg
Vam cyborg – hiszpański duet muzyczny założony w 1975 prezentujący muzykę synth pop oraz italo disco. Pierwszy singel pojawił się na składance MAX MIX – El Vale De Los Dioses.

## Dyskografia
- Actos De Maldad – Radioactividad (12") Damitor (1983)
- Gods Valley (12", Promo) (1984)
- Linacero Discos (1984)